# Rendeux-Bas
Rendeux-Bas is een dorp in de Belgische provincie Luxemburg. Het ligt in de gemeente Rendeux aan de Ourthe. Een kilometer ten zuiden ligt Rendeux-Haut.

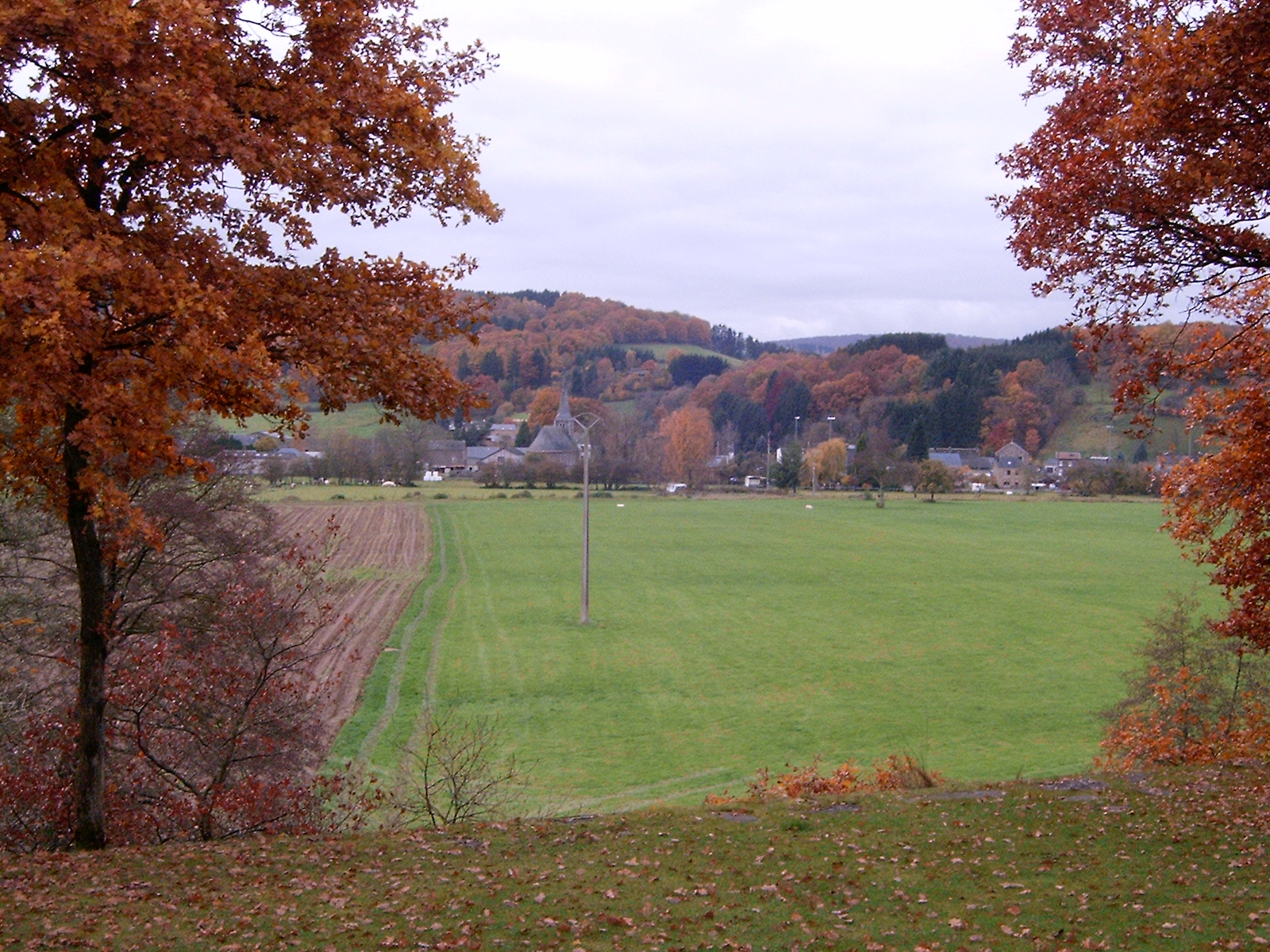
Rendeux-Bas

## Geschiedenis
Het grondgebied van Rendeux was tijdens het ancien régime versnipperd. In het noorden lag aan de Ourthe Rendeux-Sainte-Marie, waarvan de parochie gewijd was aan Maria. Het dorp lag in het hertogdom Luxemburg. Een kilometer ten zuiden lag Rendeux-Saint-Lambert of Rendeux-Haut in een enclave van het prinsbisdom Luik binnen het hertogdom Luxemburg.
Op het eind van het ancien régime werd Rendeux-Bas, net als Rendeux-Haut, een gemeente. Tot Rendeux-Bas behoorden ook de gehuchten Hamoul, Nohaipré, Waharday en een gedeelte van het gehucht Chéoux, Chéoux-Lavaux genoemd. De twee gemeente werden in 1811 al opgeheven en samengevoegd tot een nieuwe gemeente Rendeux.

## Bezienswaardigheden

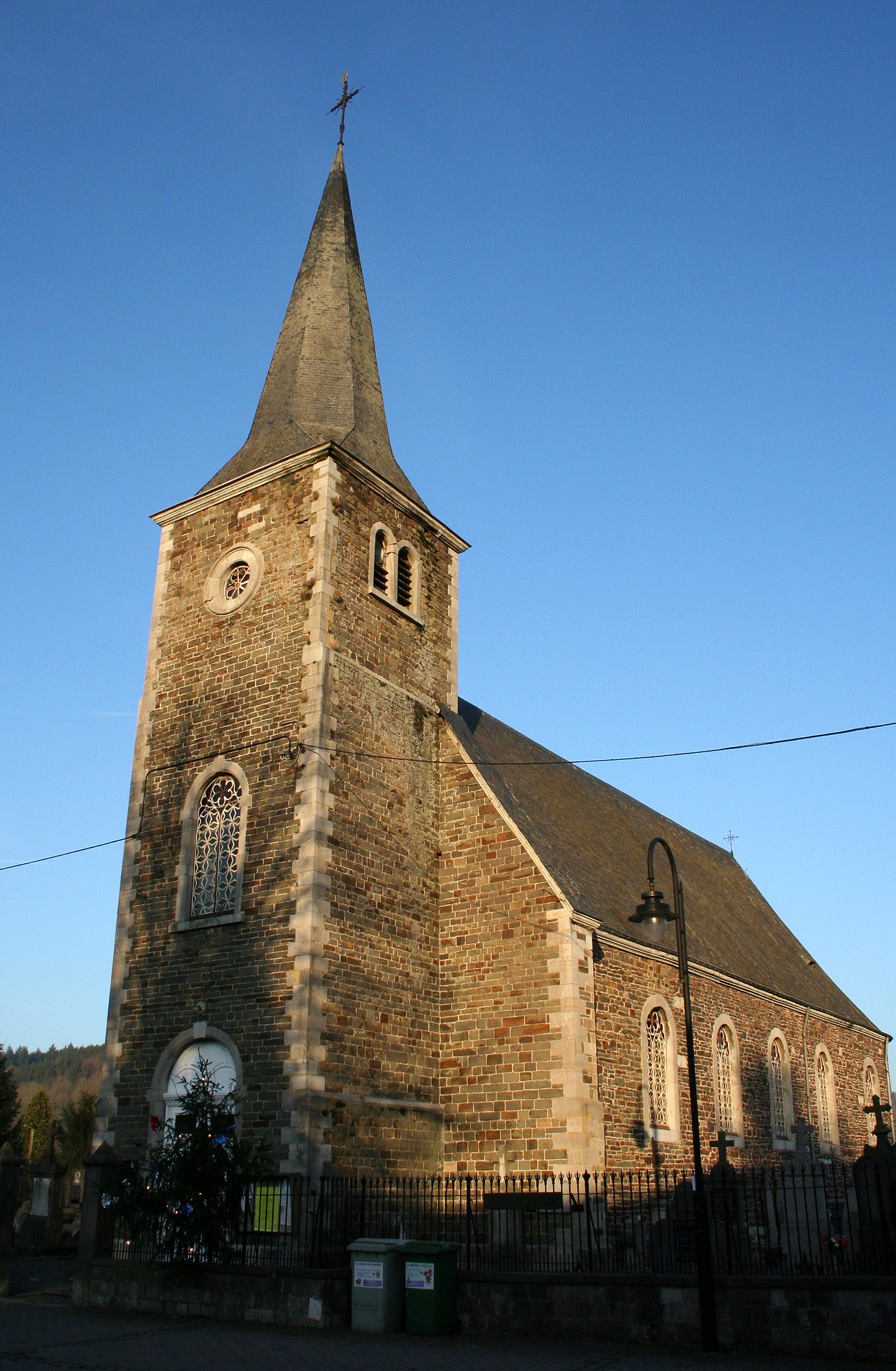
Église Sainte-Marie

- de Église Sainte-Marie

## Verkeer en vervoer
Door Rendeux-Bas loopt de N833, de weg tussen Hotton en La Roche-en-Ardenne.
Deelgemeenten: Beffe · Hodister · Marcourt · Rendeux

Overige kernen: Chéoux · Devantave · Gênes · Hamoul · Jupille · Laidprangeleux · Magoster · Marcouray · Rendeux-Bas · Rendeux-Haut · Ronzon · Trinal · Waharday · Warisy

Belgische gemeenten · Arrondissement Marche-en-Famenne · Luxemburg · Wallonië